# چپوتکا
چپوتکا (به لهستانی:  Czeputka) یک روستا در لهستان است که در گمینا سوسنووکا واقع شده‌است.